# Hub (datanetværk)
 For alternative betydninger, se Hub. (Se også artikler, som begynder med Hub)
En hub er et stykke netudstyr med to eller flere porte.
Hub's kan fås til forskellige datanet typer: Ethernet, USB, firewire/IEEE1394 og fiber channel.
En hub sender datapakker ud forstærket på de andre porte uden at gemme det i en buffer (cut-through). Kun en port ad gangen, i modsætningen til en switch, kan sende datapakker til alle de andre porte (half-duplex).
Når to eller flere porte samtidig kommer til at sende datapakker, vil hub eller tilkoblet dataterminaludstyr (eks. computere) registrere og signalere det med et kollisionssignal.
Følgende gælder kun ethernet-baserede hubs:
En 10 Mbit hub kan kun formidle data med hastigheden 10 Mbit/s half-duplex på portene. 
En 100 Mbit hub kan kun formidle data med hastigheden 100 Mbit/s half-duplex på portene.